# Diethylfosfinát hlinitý
Diethylfosfinát hlinitý je hlinitá sůl kyseliny diethylfosfinové se vzorcem ((C2H5)2PO2)3Al, rozkládající se za teplot nad 300 °C.

## Použití
Tato dialkylfosfinová sůl je velmi dobrým zpomalovačem hoření, přidávaným do plastů, například polyamidů a polyesterů. Vyvinula jej společnost Hoechst a o další rozvoj se zasloužily Clariant Chemicals a Ticona.
V letech 2004 a 2012 byly ve městě Huerth-Knapsack nedaleko Kolína nad Rýnem spuštěny první dvě výrobní linky na výrobu diethylfosfinátu hlinitého.
Polymerní matrice této sloučeniny (v pevném skupenství) zamezuje přístupu kyslíku k látkám a tím brání jejich hoření. V plynné podobě účinkuje skrz radikálové reakce, které odebírají teplo z místa spalování a vychytávají vysoce reaktivní radikály H• a OH•, což znesnadňuje pokračování hoření.
Fosfinát se z části odpařuje a z části rozkládá na těkavou kyselinu diethylfosfinovou a fosforečnan hlinitý, který blokuje přenos tepla.
Diethylfosfinát hlinitý lze použít jako nehalogenový zpomalovač hoření polyamidů, polyesterů a termosetových (například epoxidových) pryskyřicích v elektrických a elektronických zařízeních, a to například u vypínačů a zásuvek. Tuto látku lze mimo jiné najít v mobilních telefonech, pračkách a součástkách letadel. Může se nacházet i v termosetových pryskyřicích, lepidlech a elektrických izolacích. Diethylfosfinát hlinitý umožňuje, aby tyto plasty měly samozhášecí vlastnosti podobné drahým vysokovýkonnostním plastům, se kterými se obtížněji pracuje. Často se používá ve spojení s ostatními nehalogenovanými zpomalovači hoření, jako jsou melaminpolyfosfát nebo melaminkyanurát.
Nylon 6 nebo 66 vyztužený sklolaminátem, stejně jako polyestery, například polybutylentereftalát (PBT) a polyethylentereftalát (PET) obohacené diethylfosfinátem hlinitým, vykazují velmi dobrou odolnost při testech hořlavosti a testech využívajících žhavé dráty.